# Atlético Buenaventura
Atlético Buenaventura es un club de fútbol colombiano, de la ciudad de Buenaventura. Fue fundado en 1982 y jugó en la Categoría Primera B hasta 1997. El club fue uno de los precursores del torneo profesional de ascenso, participando de la temporada inaugural en 1991. Actualmente compite en la "Primera C", categoría amateur del fútbol colombiano y, en los Torneos de la Liga Vallecaucana de Fútbol.

## Historia
A principios de la década de los años 80, algunos dirigentes del puerto del pacífico decidieron fundar el club Atlético Buenaventura. En aquellos primeros años, el equipo tuvo en sus filas varios jugadores que engrosarían la nómina de los equipos profesionales colombianos. Uno de estos prospectos era Freddy Rincón, quien sería transferido en el año 1986 al Independiente Santa Fe de Bogotá.
Estos antecedentes le permitieron hacer parte de la primera edición de la Categoría Primera B en 1991. Su director técnico era Óscar "Severiano" Ramos, una vieja gloria del fútbol colombiano. 1995 Renombrado Deportivo Unicosta. 
Jugó los cuatro primeros torneos sin éxito. Volvió a intentarlo en 1997 sin resultados positivos, perdiendo la categoría profesional en la Segunda División de Colombia. Fue reemplazado en 1998 por Univalle

## Estadio
Marino  Klinger está en un trabajo de remodelación en este año 2024

## Uniforme
- Uniforme titular: Camiseta verde, pantalón amarillo, medias verdes.
- Uniforme alternativo: Camiseta amarilla, pantalón amarillo, medias verdes.

## Datos del club
- Temporadas en 1ª: 0
- Temporadas en 2ª: 5 (1991-1994,1997)
- Mejor puesto:
  - En Primera B: 6° (1992)
- Peor puesto: 
  - En Primera B: 12.º (1997)